# Felix Baldauf
Felix Baldauf (Köthen, Alemania, 22 de octubre de 1994) es un deportista noruego que compite en lucha grecorromana.
Ganó una medalla de oro en el Campeonato Europeo de Lucha de 2017, en la categoría de 98 kg. En los Juegos Europeos de Minsk 2019 obtuvo una medalla de bronce en la categoría de 97 kg.

## Palmarés internacional
| Juegos Europeos    | Juegos Europeos     | Juegos Europeos   | Juegos Europeos |
| Año                | Lugar               | Medalla           | Categoría       |
| ------------------ | ------------------- | ----------------- | --------------- |
| 2019               | Minsk (Bielorrusia) | Medalla de bronce | 97 kg           |
| Campeonato Europeo |                     |                   |                 |
| Año                | Lugar               | Medalla           | Categoría       |
| 2017               | Novi Sad (Serbia)   | Medalla de oro    | 98 kg           |